# Бошко Д. Петровић
Бошко Д. Петровић (Алексинац, 25. октобар 1926 – Лондон 6. мај 2019) био је српски инжењер грађевинарства и академик. Петровић је био редовни члан САНУ на Одељењу техничких наука.

## Биографија
На Грађевинском факултету Универзитета у Београду је дипломирао 1951. године и докторирао 1977. године бранећи тезу „Понашање скелетних зграда од преднапрегнутог бетона под дејством земљотреса“. Стручну каријеру је почео као сарадник академика Бранка Жежеља, радећи на увођењу и развоју преднапрегнутог бетона у Југославији. Велики део истраживачког рада обављао је на Институту за испитивање материјала Србије у Београду (до 1990. године) и предавао је на Грађевинском факултету Универзитета у Новом Саду.
За дописног члана САНУ изабран је 1985, а за редовног 2006. године.

## Чланство у стручним удружењима
Држао је чланство у нареднимм стручним удружењима:
- Југословенско друштвo за преднапрегнути бетон
- Друштво инжењера и техничара Југославије
- Друштво инжењера и техничара СР Србије
- Друштво инжењера и техничара Новог Сада
- Међународнa федерацијa за преднапрезање ФЈП
- Експерт УНДП
- Европски комитет за земљотресно инжењерство

## Награде и признања
- Бронзана плакета за животно дело 2001. године Југословенског друштва грађевинских конструктора
- Награда Савета за науку и културу НР Србије
- Орден рада 3. степена
- Орден рада са златним венцем